# Понте дела Перлина (Модена)
Понте дела Перлина је насеље у Италији у округу Модена, региону Емилија-Ромања.
Према процени из 2011. у насељу је живело 25 становника. Насеље се налази на надморској висини од 29 м.